# Гринько Варвара Пилипівна
Варва́ра Пили́півна (Кузминська) Гринько́ (нар. 17 травня 1937, Погреби) — поетеса, Заслужений учитель України, Член Спілки письменників з 1987 року.

## Біографічні відомості
Народилася 17 травня 1937 р. в с. Погреби Броварського району на Київщині. Закінчила Погребівську середню школу та Київський педагогічний інститут. За фахом — вчитель української мови та літератури. Входила до складу Літературної студії КДПІ ім. О. Горького, якою керував Юрій Кобилецький, а потім Петро Орлик. На той час до студії входили такі відомі згодом особистості, як Віктор Бабич, Григорій Хижняк, Чухліб Василь, Андрій Зиль, Станіслав Вишенський, Михайло Климчук, Олександр Боровко, Володимир Лета, Ігнатенко Петро, Андрій Коцюбинський, Григорій Приходько, Олександр Мушкудіані, Віктор Постовий, Олег Кучер, Василь Лісовий, Володимир Капустін, Василь Яременко, Василь Лобода, Микола Родиненко, Юрій Кабанченко, Василь Гунько, Юлія Жураківська, Микола Іванов, Ярослав Коринецький, Анатолій Руденко, Віктор Назарчук, Микола Луценко, Іван Поліщук, Андрій Отарашвілі, Клавдія Криворучко, Петро Надувний та Віктор Мовчан.
Лауреат Міжнародної літературної премії ім. Івана Кошелівця.
Багато років викладає українську мову і літературу в середній школі № 102 м. Києва.
Відмінник народної освіти України.

## Родина
- Чоловік — Анатолій Кузьмінський, економіст, доктор економічних наук, професор, заслужений діяч науки і техніки України[1].
- Син — Юрій Кузьмінський, економіст, доктор економічних наук, професор, заслужений діяч науки і техніки України[2].

## Творчий доробок
Авторка поетичних збірок «Полум'я троянди», «Благословила ранок мати»; для дітей: «Де коваликова хата», «Лісові сни», «Букварик-Веселик», «Українська азбука», «Безпека малят», «Абетка», «Букварик-дошколярик»; трилогія для дошкільнят: «Абетка», «Букварик», «Математика для дошкільнят».

### Твори в мережі інтернет
- Варвара Гринько. Букварик-Веселик [Архівовано 29 серпня 2011 у Wayback Machine.]
- Збірка віршів Варвари Гринько для дітей [Архівовано 26 квітня 2011 у Wayback Machine.]
- Загадки Варвари Гринько [Архівовано 19 січня 2012 у Wayback Machine.]
- Лічилки Варвари Гринько [Архівовано 2 січня 2010 у Wayback Machine.]
- Твори Варвари Гринько на сайті дитячого журналу «Пізнайко» [Архівовано 19 червня 2013 у Wayback Machine.]